# 메이플쏘프
《메이플쏘프》(Mapplethorpe: Look at the Pictures)는 미국에서 제작된 랜디 바바토 감독의 2016년 다큐멘터리 영화이다. 로버트 메이플쏘프 등이 주연으로 출연하였고 Film Manufacturers Inc.의 Katharina Otto-Bernstein가 제작하였다.

## 출연

### 주연
- 로버트 메이플쏘프

### 조연
- 패티 스미스
- 데보라 해리
- 프랜 레보위츠